# Irving Shulman
Pour les articles homonymes, voir Shulman.
Œuvres principales
La Main chaude (The Amboy Dukes)
Irving Shulman, né le 21 mai 1913 dans le quartier de Brooklyn à New York et décédé le 23 mars 1995 dans le quartier de Sherman Oaks à Los Angeles, est un écrivain et un scénariste américain. Comme romancier, il est principalement connu pour son livre La Main chaude écrit en 1948, l’un des premiers romans à évoquer la délinquance juvénile après la Seconde Guerre mondiale. Comme scénariste, il a participé à l’écriture du film La Fureur de vivre de Nicholas Ray, resté célèbre pour être l’un des meilleurs rôles de James Dean.

## Biographie
Il travaille dans l’administration à Washington avant d’être assistant à la faculté d’anglais de l’université de Californie. À la fin de la Seconde Guerre mondiale, il publie le roman The Amboy Dukes, inspiré de sa thèse universitaire, et devient ainsi l’un des premiers romanciers à évoquer dans ces écrits l’univers de la délinquance juvénile et le manque de réponse de l’État américain face à ce problème. Cette œuvre met en scène une bande de jeunes qui, lors d’une tentative d’intimidation qui tourne mal, en viennent à tuer l’un de leurs professeurs, semant alors la division et la mort au sein de leur groupe. Il a été traduit au sein de la collection Série noire en 1949 sous le titre La Main chaude.
Succès critique et commercial, ce roman devient au cinéma Graine de faubourg, film réalisé par Maxwell Shane, avec Stephen McNally dans le rôle principal. Il ouvre également à Shulman les portes de la Warner Bros. où il devient scénariste, en parallèle à sa carrière d’écrivain.
Au début des années 1950, Shulman continue d’écrire et voit son second roman, Cry Tough, être adapté au cinéma par Paul Stanley en 1959 sous le titre La Fin d'un voyou, avec John Saxon et Linda Cristal. Il signe également trois scénarios pour Stuart Heisler (Journey into Light en 1951), Kurt Neumann (The Ring en 1952) et William A. Seiter (Champ for a Day en 1953).
Remarqué par le réalisateur Nicholas Ray qui souhaite réaliser un film sur la délinquance juvénile, il participe avec le réalisateur à l’écriture de la première histoire et apporte ses conseils à Stewart Stern qui parachève le scénario du film La Fureur de vivre sorti en 1955. Succès fulgurant, le film, porté par la mort récente et l’aura nouvelle de James Dean, devient l’un des premiers classiques américains de l’après-guerre.
Shulman en écrit la novélisation en 1957, nommé Children of the Dark, et poursuit sa double carrière. Il signe trois nouveaux scénarios pour le cinéma, dont celui du film L'Ennemi public de Don Siegel. Il publie également de nombreux nouveaux romans, dont quelques novélisations (West Side Story de Robert Wise et Jerome Robbins, L'Inquiétante Dame en noir de Richard Quine, second roman traduit de l’auteur sous le titre Pension Mandragore en 1963 et Platinum High School de Charles F. Haas). Il écrit également trois biographies consacrées à Jean Harlow, Rudolph Valentino et Jackie Kennedy.
Il finit par se retirer du milieu cinématographique et littéraire au début des années 1970 et décède en 1995 à Los Angeles des suites de la maladie d'Alzheimer.

## Œuvre

### Romans
- The Amboy Dukes (1948) Publié en français sous le titre La Main chaude, traduction de Minnie Danzas, Paris, Gallimard, Série noire no 191, 1954 ; réédition, Paris, Gallimard, Carré noir no 239, 1976.
- Cry Tough (1950)
- The Big Brokers (1951)
- The Square Trap (1953)
- The Flesh Is Real (1954)
- Good Deeds Must be Punished (1956)
- Calibre (1957)
- Children of the Dark (1957)
- West Side Story (1958)
- The Velvet Knife (1959)
- College Confidential (1960)
- Platinum High School (1960)
- Saturn's Child (1961)
- The Notorious Landlady (1962) Publié en français sous le titre Pension Mandragore, traduction de Catherine Grégoire, Paris, Plon, Nuits blanches no 36, 1963 ; réédition, Paris, Presses de la Cité, Punch 2e série no 82, 1977.
- Upbeat (1965)
- The Roots of My Fury (1967)
- The Devil's Knee (1973)

### Essai et biographie
- I Want to Live!: The Analysis of a Murder (1963)
- Harlow: An Intimate Biography (1964) Publié en français sous le titre Jean Harlow, biographie intime, traduction de Michel Deutsch, Paris, Stock, 1966.
- Valentino (1967)
- Jackie!: The Exploration of a First Lady (1971)

### Pièce de théâtre
- Rebel Without a Cause (1955)

## Filmographie

### Comme auteur adapté
- 1949 : Graine de faubourg (City Across the River), film américain réalisé par Maxwell Shane, avec Stephen McNally
- 1959 : La Fin d'un voyou (Cry Tough), film américain réalisé par Paul Stanley d’après le roman éponyme, avec John Saxon et Linda Cristal

### Comme scénariste
- 1951 : Journey into Light, de Stuart Heisler, avec Sterling Hayden, Viveca Lindfors et Thomas Mitchell.
- 1952 : The Ring, de Kurt Neumann, avec Rita Moreno, Jack Elam et Gerald Mohr.
- 1953 : Champ for a Day de William A. Seiter.
- 1955 : La Fureur de vivre (Rebel without a Cause), de Nicholas Ray, avec James Dean, Natalie Wood, Sal Mineo, Jim Backus, Ann Doran et Corey Allen.
- 1956 : Terror at Midnight de Franklin Adreon, avec Scott Brady et Virginia Gregg.
- 1957 : L'Ennemi public (Baby Face Nelson) de Don Siegel, avec Mickey Rooney, Carolyn Jones, Leo Gordon et Anthony Caruso.
- 1960 : College Confidential (en) d’Albert Zugsmith (en), avec Steve Allen, Jayne Meadows et Mamie Van Doren.

## Sources
- Claude Mesplède  et   Jean-Jacques Schleret (Éd. rév. de: SN, voyage au bout de la Noire), Les auteurs de la Série noire, 1945-1995, Nantes, Joseph K, coll. « Temps noir », 1996, 627 p. (ISBN 978-2-910-68611-6, OCLC 300207570), p. 423.